# Igreja Reformada Francesa
A Igreja Reformada Francesa ou Igreja Reformada da França (Em Francês: L’Eglise Réformée de France, ÉRF) foi uma denominação protestante, de orientação calvinista na França, sendo a maior denominação protestante da França até 2013, quando uniu-se a Igreja Evangélica Luterana da França  para formar a atual Igreja Protestante Unida da França.
A igreja era membro da Federação Protestante da França (Fédération protestante de France), da Comunhão Mundial das Igrejas Reformadas e do Concílio Mundial de Igrejas.
A igreja tinham aproximadamente 350.000 membros em 2013 no momento da fusão, distribuídos de forma um tanto desigual em todo o território metropolitano francês, com exceção da Alsácia-Mosela e do Pays de Montbéliard. A igreja era composta de 400 paróquias, organizado em 50 presbitérios (consistoires), oito regiões administrativas, e adotava a forma de governo presbiterianismo.

## História

### Antecedentes da formação da Igreja Reformada da França
Veja também: huguenote
Em 1555, foi organizada em Paris a primeira igreja reformada e nos anos seguintes muitas outras surgiram no interior do país. Isso possibilitou que, em 1559, se reunisse nas proximidades da capital francesa o primeiro sínodo nacional da Igreja Reformada da França, representando centenas de comunidades. Essa foi a primeira vez em que uma igreja reformada ou presbiteriana organizou-se em âmbito nacional. Esse sínodo aprovou uma importante declaração de fé, a Confissão Galicana, cujo texto básico foi redigido pelo próprio João Calvino. No mesmo ano, esse reformador fundou a Academia de Genebra, cujo principal objetivo era formar pastores para as igrejas da França.
No século XIX, o Despertar (le Réveil) e outros movimentos religiosos influenciaram o protestantismo francês e europeu, este foi também acompanhado por divisão no protestantismo francês. Na época da promulgação da Separação da Igreja e do Estado em 1905, havia pelo menos quatro agrupamentos da Igreja Reformada: a Igreja Evangélica Reformada (les Eglises Réformées Evangéliques), as Igrejas Reformadas Unidas (les Eglises Réformées Unies), Igrejas Reformadas Livre (les Eglises Réformées libres) e a Igreja Metodista (méthodiste l'Église).

### A Igreja Reformada França até 2013
Os horrores da Primeira Guerra Mundial, combinado com as divisões teológicas (em particular o pensamento de Karl Barth) permitiram uma recuperação parcial de um grupo nacional: a Igreja Reformada da França (em francês: L'Eglise Réformée de França, FER). Este agrupamento foi o maior dos quatro agrupamentos protestante franceses e esteve em plena comunhão com os outros três (que também eram membros do Concílio Mundial de Igrejas): a Igreja Evangélica Luterana da França (L'Église évangélique Luthérienne de França) e duas igrejas protestantes da Alsácia-Lorena.
Em 2013 uniu-se a Igreja Evangélica Luterana da França  para formar a atual Igreja Protestante Unida da França.

## Crenças
O Trigésimo Sínodo Geral realizada de 1872-1873 foi o primeiro sínodo nacional realizada depois de 213 anos. O Sínodo Geral chegou a uma nova confissão de fé, os princípios fundamentais dos quais foram rejeitadas por uma minoria importante. A prática da "oficial" da fé reformada na França se distanciou mais rigorosas das interpretações calvinista. A Igreja Reformada aprovava correntes da teologia liberal reformista, incluindo o pietismo, neo-luteranismo, o metodismo, o cristianismo social, etc. As oportunidades, a substância e os limites do pluralismo teológico constavam na Declaração de Fé de 1936  (que era lida na abertura do Todos os sínodos, e tinha adesão exigida a todos os pastores licenciados para pregar e os leigos que expressavam ser membros da Igreja Reformada).

## Organizações e Relações
A igreja era organizada de acordo com um sistema presbiteriano sinodal, com um Sínodo nacional anual, composto principalmente por representantes de cada uma das oito regiões administrativas, com igual número de clérigos e leigos no atendimento. O presidente do Conselho Nacional (Conselho Nacional) era eleito a cada três anos pelo Sínodo.

### Relações Fraternais
A Igreja Reformada da França também esteve envolvida no trabalho de outras igrejas protestantes na França, através da sua adesão à Federação Protestante da França (Fédération protestante de France)
Em 2005, o Papa Bento XVI enviou uma mensagem ao sínodo nacional da Igreja Reformada da França, que agradeceu ao Pontífice para este "gesto de consideração".

### Missões
Em comum com outras igrejas, a Igreja Reformada da França operava um serviço missionário (le Défap). A missão de serviço suportava Igrejas Reformadas na África e na Oceania, principalmente aqueles provenientes dos trabalhos da agora extinto da Sociedade de Missões Evangélicas de Paris (Société des missões Evangéliques de Paris)

### Seminários Teológicos
Formação para o ministério tinham lugar no Institut de Théologie Protestante, que faz parte das faculdades de teologia protestante das Universidades de Paris e Montpellier.

### Universidades, Faculdades e Escolas
A Igreja também operava um programa de educação a distância para leigos: Théovie.

## Símbolos

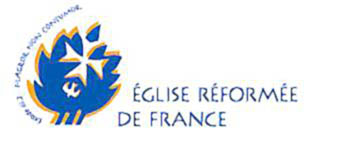
Logo da Igreja Reformada Francesa. O script do lado esquerdo do mato diz: "Exode III 2 Flagrore não Consumor" (em latim: Estou queimada, não estou consumida)

Até recentemente, a cruz não era um símbolo oficial da Igreja Reformada da França, ao contrário, tem servido como um sinal de reconhecimento popular. O logotipo oficial das igrejas reformadas antiga é a "sarça ardente". O novo logotipo da Igreja Reformada da França é uma representação estilizada da sarça ardente com a cruz huguenote como uma inserção, e a frase em latim "Flagror não Consumor" (Eu sou queimado, não estou consumido) colhidas de Êxodo 3:2 b - ...e ele olhou, e eis que a sarça ardia no fogo, e a sarça não se consumia.